# Copines
Singles de Aya Nakamura
Djadja
(2018) La Dot
(2018)
Copines est un single de la chanteuse Aya Nakamura extrait en 2018 de l'album Nakamura. 
Ce single fait suite à Djadja et son clip, tourné en Guadeloupe, est le deuxième le plus vu de l'artiste avec plus de 573 millions de vues sur YouTube.

## Accueil commercial
En France, le titre a atteint la 1re position du classement de singles et a été certifié disque de diamant par le Syndicat national de l'édition phonographique. Il a également été certifié disque d'or en Belgique, au Canada et au Portugal.
La chanson a obtenu au total près de 400 millions de streams sur Spotify dans le monde[réf. nécessaire]. Le clip vidéo de la chanson comptabilise plus de 573 millions de vues sur YouTube[réf. nécessaire].
La chanson a été nommée pour La chanson de l'année 2019 aux Arènes de Nîmes.

## Classements
| Classement (2018-21)                     | Meilleure position |
| ---------------------------------------- | ------------------ |
| Belgique (Flandre Ultratip 100)          | 24                 |
| Belgique (Flandre Ultratop R&B/Hip-Hop)  | 21                 |
| Belgique (Wallonie Ultratop 50 Singles)  | 7                  |
| Belgique (Wallonie Ultratop 50 Airplay)  | 33                 |
| Belgique (Wallonie Ultratop R&B/Hip-Hop) | 1                  |
| France (SNEP)                            | 1                  |
| France (SNEP Radio)                      | 12                 |
| France (SNEP Streaming)                  | 1                  |
| France (SNEP Téléchargement)             | 17                 |
| Pays-Bas (Nederlandse Top 40)            | 51                 |
| Pays-Bas (Single Top 100)                | 46                 |
| Portugal (AFP)                           | 181                |
| Singapour (RIAS)                         | 28                 |
| Suisse (Schweizer Hitparade)             | 60                 |

## Certifications
| Région                                                                     | Certification | Ventes/Streams |
| -------------------------------------------------------------------------- | ------------- | -------------- |
| Belgique (BEA)                                                             | Or            | 20 000*        |
| Canada (Music Canada)                                                      | Or            | 40 000^        |
| France (SNEP)                                                              | Diamant       | 50 000 000*    |
| Italie (FIMI)                                                              | Or            | 35 000‡        |
| Portugal (AFP)                                                             | Or            | 5 000x         |
| xNon précisé par la certification ‡ventes/streaming selon la certification |               |                |